# Coprinellus amphithallus
Coprinellus amphithallus är en svampart som först beskrevs av M. Lange & A.H. Sm., och fick sitt nu gällande namn av Redhead, Vilgalys & Moncalvo 2001. Coprinellus amphithallus ingår i släktet Coprinellus och familjen Psathyrellaceae.  Arten är reproducerande i Sverige. Inga underarter finns listade i Catalogue of Life.